# 杨家鹏
杨家鹏（1987年3月31日—），汉族人，生於辽宁沈阳，中国国家男子藤球队现役运动员。

## 运动生涯
- 2005年泰国曼谷第一届亚洲室内运动会季军
- 2006年全国藤球锦标赛冠军
- 2007年全国藤球锦标赛冠军
- 2008年泰国曼谷藤球世界杯团体季军
- 2008年泰国曼谷藤球世界杯团体季军
- 2008年全国藤球锦标赛冠军
- 2009年全国藤球锦标赛冠军
- 2009年全国大学生藤球锦标赛冠军
- 2010年第二届阿曼亚洲沙滩运动会第4名
- 2010年第十六届广州亚运会团体赛第五名
- 2010年第十六届广州亚运会双人赛第五名
- 2010年第十六届广州亚运会单组赛第三名
- 2011年全国藤球锦标赛冠军
- 2010年全国大学生藤球锦标赛冠军
- 2011年全国大学生藤球锦标赛冠军
- 2012年第三届海阳亚运沙滩运动会团体赛第三名
- 2012年第三届海阳亚运沙滩运动会单组赛第二名